# Persona 4
Persona 4 (ペルソナ4, Perusona 4), lançado no ocidente como Shin Megami Tensei: Persona 4, é um RPG para PlayStation 2 produzido pela Atlus, lançado originalmente em Julho de 2008. Cronologicamente, é o quinto episódio da série Persona, spin-off de Shin Megami Tensei. O enredo envolve estudantes de cerca de 17 anos e seus conflitos psicológicos típicos, tais como isolamento social, inveja, medo descontrolado, busca pela identidade, vazio interior levando a futilidade, complexo de superioridade e impaciência, assim como a não aceitação do gênero/sexo qual nasceu.
Persona 4 situa-se dois anos após os eventos de Persona 3 (2009), na cidade interiorana fictícia de Inaba, onde um grupo de adolescentes passa a investigar uma série de assassinatos relacionados a um estranho nevoeiro.
A versão definitiva do jogo, Persona 4 Golden, foi lançada para PlayStation Vita em 2012 e Microsoft Windows em 2020; sendo posteriormente portada para Nintendo Switch, PlayStation 4, Xbox One, e Xbox Series X/S em 2023.
Uma remake do jogo foi anunciado em Junho de 2025, denominado Persona 4 Revival, o jogo será lançado para Microsoft Windows, Playstation 5 e Xbox Series X/S, com data de lançamento ainda não revelada.

## Enredo
À meia noite em dias chuvosos, pode-se observar acontecimentos no Canal da Meia Noite, a partir de qualquer aparelho de televisão. Aquelas pessoas que aprenderam a usar Personas têm a habilidade de entrar no Canal da Meia Noite através de qualquer televisão diretamente, embora a tela precise ter tamanho suficiente para tal e cada aparelho leve a um local diferente no Canal da Meia Noite. As condições climáticas dentro deste "mundo" são o oposto do clima do mundo real.
Há uma neblina persistente no Canal da Meia Noite que pode causar mal estar nos personagens se estes permanecerem por muito tempo lá. Entretanto, após um longo período chuvoso em Inaba, o nevoeiro se acumulará na cidade e desaparecerá do Canal da Meia Noite, fazendo as Sombras residentes mais fortes e mais perigosas a qualquer um que não estiver preparado para estar lá.

### Personagens
Como em Persona 3, o Protagonista pode ser controlado e nomeado pelo jogador (originalmente seu nome é Souji Seta no mangá e Yu Narukami no anime). O Protagonista é um estudante do ensino médio que se mudou recentemente da cidade grande para a cidade de Inaba para frequentar um ano letivo lá. Em Inaba, ele fica com seus parentes: seu tio Ryotaro Dojima, um detetive da polícia que frequentemente está em serviço durante o dia, e sua prima de seis anos, Nanako, filha do Dojima, que cuida das tarefas domésticas para seu pai.
Na escola Yasogami, o Protagonista rapidamente se torna amigo de Yosuke Hanamura, o desajeitado filho do gerente da loja de departamentos local Junes, Chie Satonaka, uma garota cheia de energia com um forte interesse em artes marciais e Yukiko Amagi, uma garota pacata e refinada que ajuda na pousada de sua família. Os quatro descobrem o Canal da Meia noite e dentro dele conhecem e se tornam amigos de um ser misterioso na forma de um urso de pelúcia chamado Teddie (Kuma no japonês).
No desenrolar da investigação, o grupo ganha mais membros incluindo Kanji Tatsumi, um garoto de aparência punk que é confuso sobre sua identidade sexual e social , Rise Kujikawa, uma jovem ídolo adolescente que se mudou para Inaba e frequentará a Yasogami, e Naoto Shirogane, uma jovem detetive que investiga o caso dos assassinatos com a polícia local, mas é forçada a assumir uma identidade masculina em decorrência do Machismo presente na força policial.
Assim como nas versões anteriores (Persona 3 e Nocturne), os inimigos têm pontos fracos ou imunidade a certos ataques, o que pode tornar uma batalha muito fácil ou extremamente difícil, principalmente, nos chefões. É preciso conhecer o inimigo para derrotá-lo de maneira mais fácil.

## Visão geral
Um mix de mídia de: romances, mangás, CDs de drama etc. Com base nesse trabalho também está sendo desenvolvido uma versão de anime para TV, transmitida em outubro de 2011 a março de 2012. Na primavera de 2012, foi executado um teatro chamado "Persona 4 VISUALIVE" e, no verão do mesmo ano, a versão para Playstation Vita de "Persona 4 Golden" com novos elementos adicionados. Um jogo de batalha 2D co-produzido por Ark System Works é lançado "Persona 4 Arena Ultimax". Depois disso um jogo para Nintendo 3DS "Persona Q Shadow Of The Labyrinth" e sua sequência "Persona Q2 New Cinema Labyrinth" foram lançados. Foi lançado um jogo de música para Playstation Vita "Persona 4 Dance All Night".
Neste trabalho, o protagonista estudante do ensino médio que foi confiado temporariamente à casa de um parente que mora em uma cidade rural desafia o mistério caso de assassinato em série que ocorre na cidade e a existência de outro mundo escondido com seus amigos. Um elemento misterioso que rastreia o mistério do criminoso cuja identidade é desconhecida, uma batalha em um mundo diferente junto de grupo juvenil com atividades do cotidiano, a história se desenrola paralelamente a três elementos.
O trabalho é baseado em "Persona 3", que foi criado com um gosto muito diferente da série Persona anterior, e teve como objetivo um novo desenvolvimento. "Persona 3" está programado para ocorrer no mesmo mundo dois anos depois e, durante esse período, os heróis visitam Gekkokan Gakuen, a etapa do trabalho anterior, como parte de um evento escolar. Há também cenas. Por outro lado, pretende-se que o conteúdo possa ser apreciado por jogadores que não conhecem o conteúdo do trabalho anterior, e a história é o conteúdo que é completado apenas por este trabalho. Mantendo a atmosfera elegante, como o design popular no trabalho anterior, em comparação com o estágio "cidade" do trabalho anterior "cidade local", a cor e a atmosfera gerais são suprimidas para "escuras" comparado ao trabalho anterior, este trabalho tem uma imagem "quente" e, em termos de design, alterações como "Por favor, evite designs com cores de ficção muito fortes". Além disso, o diretor de arte Shigeki Soejima deste trabalho disse que a imagem original deste trabalho era "eu pretendia divulgá-lo de forma analógica desde o início".
Tanto no Japan Game Awards 2009 quanto no Famitsu Award 2008, eles receberam o único prêmio de destaque como trabalho de PS2 no ano relevante.